# Karel Pacák
Karel Pacák (* 27. března 1966) je bývalý český fotbalista.

## Fotbalová kariéra
V československé lize hrál za Spartak Hradec Králové. Nastoupil v 15 ligových utkáních.

## Ligová bilance
| Ročník                                   | Zápasy | Góly | Klub                   |
| ---------------------------------------- | ------ | ---- | ---------------------- |
| 1. československá fotbalová liga 1987/88 | 4      | 0    | Spartak Hradec Králové |
| 1. československá fotbalová liga 1988/89 | 11     | 0    | Spartak Hradec Králové |
| CELKEM                                   | 15     | 0    |                        |